# استقناء (وراثة)

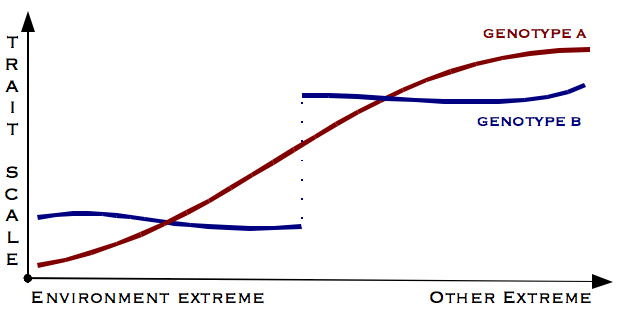

الاستقناء (بالإنجليزية: Canalisation)‏ أو المتانة هي مقياس لقدرة التجمع الأحيائي على إنتاج نفس النمط الظاهري بغض النظر عن تنوع بيئته أو نمطه الجيني.